# Mariano Joven Hernández
Mariano Joven Hernández (Almonacid de la Sierra, 20 de novembre de 1890 - Ciutat de Mèxic, 3 de juny de 1982) va ser un agent comercial i polític republicà d'Aragó.

## Biografia
Va estudiar Magisteri a la Normal de Saragossa. Membre de les lògies maçòniques "Constancia" i "Moncayo" i adscrit al Partit Republicà Autònom Aragonès, se'n va separar en constituir-se el 1929 el Partit Republicà Radical Socialista, en la formació del qual va participar. Va ser regidor de l'ajuntament de Saragossa, cessat amb la dictadura de Primo de Rivera el 1923. Fundà en la dictadura el periòdic La Democracia i va desenvolupar una intensa activitat de difusió del republicanisme.
Amb l'arribada de la República, va ser nomenat governador civil de Sòria i va ocupar després i successivament els governs civils de Salamanca, Granada i Madrid fins a l'arribada del govern de la Confederació Espanyola de Dretes Autònomes (CEDA). Integrat en el grup de Marcel·lí Domingo durant la crisi dels radicals, es va incorporar al Partit Radical Socialista Independent i es va presentar a les eleccions generals de 1933 sense obtenir l'escó. Unit després a Izquierda Republicana, va ser elegit diputat en les eleccions de febrer de 1936 pel Front Popular en la circumscripció de la ciutat de Saragossa. Se'l va conèixer per ser un diputat compromès, que des d'una posició d'esquerra moderada, va realitzar una important tasca en favor de les classes socials més humils. Va recórrer activament les comarques aragoneses al costat dels diputats del Front Popular d'Osca i Terol, Ildefons Beltrán Pueyo i Gregorio Vilatela Abad, preocupant-se pels seus problemes, especialment l'educació i construcció de grups escolars, els treballs agrícoles, la producció de vi i les infraestructures de camins veïnals.
En el moment del cop d'estat del 18 de juliol de 1936 que va donar lloc a la Guerra Civil es trobava a Madrid, la qual cosa va evitar que seguís la mateixa sort tràgica que altres correligionaris seus com Ángel Vera Coronel, o que el seu germà Antonio, que va ser assassinat a Gallur el 8 d'agost de 1936, o el seu cunyat, Juan, secretari de l'ajuntament de Bárboles, que ho fou el 18 d'agost.
Durant la guerra es va mostrar partidari de la legalització del Consell Regional de Defensa d'Aragó i va ser escollit secretari quart del Congrés el 1937. Amb el final del conflicte es va exiliar a França durant tres anys, per a traslladsrs-e després a Mèxic, on va viure fins a la seva mort, havent desenvolupat durant aquest període una notable activitat dins del moviment republicà a l'exili.